# Flávio Gualberto
Flávio César Resende Gualberto (Pimenta, 22 aprile 1993) è un pallavolista brasiliano, centrale della Trentino.

## Palmarès

### Club
- Campionato italiano: 2

2023-24, 2024-25
- Coppa Italia: 1

2023-24
- Supercoppa italiana: 2

2022, 2023
- Campionato mondiale per club: 2

2022, 2023

### Nazionale (competizioni minori)
- Campionato sudamericano under 19 2010
- Coppa panamericana under 19 2011
- Coppa panamericana under 23 2012
- Campionato sudamericano under 21 2012
- Campionato mondiale under 21 2013
- Campionato sudamericano under 23 2014
- Giochi panamericani 2015
- Coppa panamericana 2015
- Coppa panamericana 2018
- Memorial Hubert Wagner 2019

### Premi individuali
- 2010 - Campionato sudamericano under 19: Miglior centrale
- 2014 - Campionato sudamericano under 23: Miglior centrale
- 2015 - Coppa panamericana: Miglior centrale
- 2018 - Coppa panamericana: Miglior centrale
- 2019 - Campionato sudamericano per club: Miglior centrale
- 2019 - Campionato sudamericano: Miglior centrale
- 2022 - Campionato mondiale per club: Miglior centrale[12]